# Déli germán nyelvek
A déli germán nyelvek a nyugati germán nyelvek egy alosztálya. A nyugati germán nyelvek másik nagy csoportja az anglofríz, más néven északi-tengeri nyelvek.
- Nyugati germán nyelvek
  - Déli csoport
    - felnémet
      - német
      - jiddis
      - luxemburgi
      -  pennsylvaniai német (pennsilfaanisch)

    - alnémet
    - holland ill. flamand
    - afrikaans